# Velar nasal
En velar nasal eller velart n är ett konsonant språkljud. Det tecknas i IPA som [ŋ] (ett n med en krok). Ljudet förekommer i svenska, och representeras av bokstavskombinationen ng i ”peng”.

## Egenskaper
Egenskaper hos den velara nasalen:
- Den är pulmonisk-egressiv, vilket betyder att den uttalas genom att lungorna trycker ut luft genom talapparaten.
- Den är tonande, vilket betyder att stämläpparna är spända under uttalet och därmed genererar en ton.
- Den är velar, vilket betyder att den uttalas genom att tungryggen trycks mot mjuka gommen.
- Den är en nasal, vilket betyder att luftflödet helt eller delvis går genom näshålan i stället för munhålan.

## Användning i språk
Den velara nasalen är vanligt förekommande i språk, men saknar ofta fonematisk ställning. I svenskan, liksom i de flesta språk som använder det latinska alfabetet, skrivs den med bokstavskombinationen ng. Den är också en vanlig som allofon av [n] framför de velar klusilerna [k] (bank [baŋk]) och [g] (angå [ˌaŋˈgoː]). I svenskan uppstår den dessutom som uttal av g före n (regn [rɛŋn]).
I europeiska språk förekommer den vanligen bara i slutet av stavelser, däremot så finns den som uddljud i de traditionella dialekterna i södra Västerbotten.
Annars så finns den i bland annat vissa afrikanska och östasiatiska språk kan den inleda stavelser och till och med utgöra en själv, som i det kantonesiska efternamnet Ng (traditionell kinesiska: 吳, förenklad: 吴, pinyin: Wú).